# NGC 3061
NGC 3061 é uma galáxia espiral barrada (SBc) localizada na direcção da constelação de Draco. Possui uma declinação de +75° 51' 59" e uma ascensão recta de 9 horas, 56 minutos e 11,9 segundos.
A galáxia NGC 3061 foi descoberta em 2 de Abril de 1801 por William Herschel.